# Стрельня (река)
Стрельня — река в Кировской области России.
Протекает по территории Юрьянского, Мурашинского и Даровского районов. Впадает в реку Молому в 104 км от её устья по левому берегу. Длина реки составляет 31 км, площадь водосборного бассейна — 270 км². Исток реки в болотах в 39 км к северо-западу от посёлка Юрья. Течёт на юг по ненаселённому лесному массиву, затем поворачивает на юго-запад. Притоки — Осиновый Лог (правый) и река без названия (18 км от устья, левый). В верхнем течении образует границу Юрьянского и Мурашинского районов, нижнее течение лежит в Даровском. Впадает в Молому у посёлка Бечева (Кобрское сельское поселение). Устье Стрельни находится почти точно напротив устья Кобры. Ширина реки у устья — 10 метров.

## Данные водного реестра
По данным государственного водного реестра России и геоинформационной системы водохозяйственного районирования территории РФ, подготовленной Федеральным агентством водных ресурсов:
- Бассейновый округ — Камский
- Речной бассейн — Кама
- Речной подбассейн — Вятка
- Водохозяйственный участок — Вятка от города Кирова до города Котельнича

## Топографические карты
- Лист карты O-39-26 Шленники. Масштаб: 1 : 100 000. Состояние местности на 1988 год. Издание 1992 г.
- Лист карты O-39-38 Шадричи. Масштаб: 1 : 100 000. Состояние местности на 1988 год. Издание 1992 г.
- Лист карты O-39-37 Кобра. Масштаб: 1 : 100 000. Состояние местности на 1988 год. Издание 1992 г.